# Love and Terror
Love and Terror è il secondo album in studio del gruppo musicale scozzese The Cinematics, pubblicato nel 2009. 

## Tracce
1. All These Things – 3:18
2. She Talks to the Trees – 3:04
3. New Mexico – 4:12
4. Love and Terror – 4:30
5. Lips Taste Like Tears – 3:02
6. Wish (When the Banks Collapse) – 3:25
7. Hospital Bills – 3:55
8. Moving to Berlin – 3:21
9. You Can Dance – 3:52
10. Hard for Young Lovers – 4:47

## Formazione
- Scott Rinning – voce, chitarra
- Larry Reid – chitarra, cori, synth
- Adam Goemans – basso, synth
- Ross Bonney – batteria